# 28792 Davidlowell
28792 Davidlowell este o planetă minoră (asteroid) din centura de asteroizi. A fost descoperită pe 25 aprilie 2000 la Stația Anderson Mesa de Lowell Observatory Near-Earth-Object Search. 
Obiectul prezintă o orbită caracterizată de o semiaxă mare de 2,6611333 UAi, o excentricitate de 0,03, o înclinație de 2,93739 ° în raport cu ecliptica.